# The Carnation

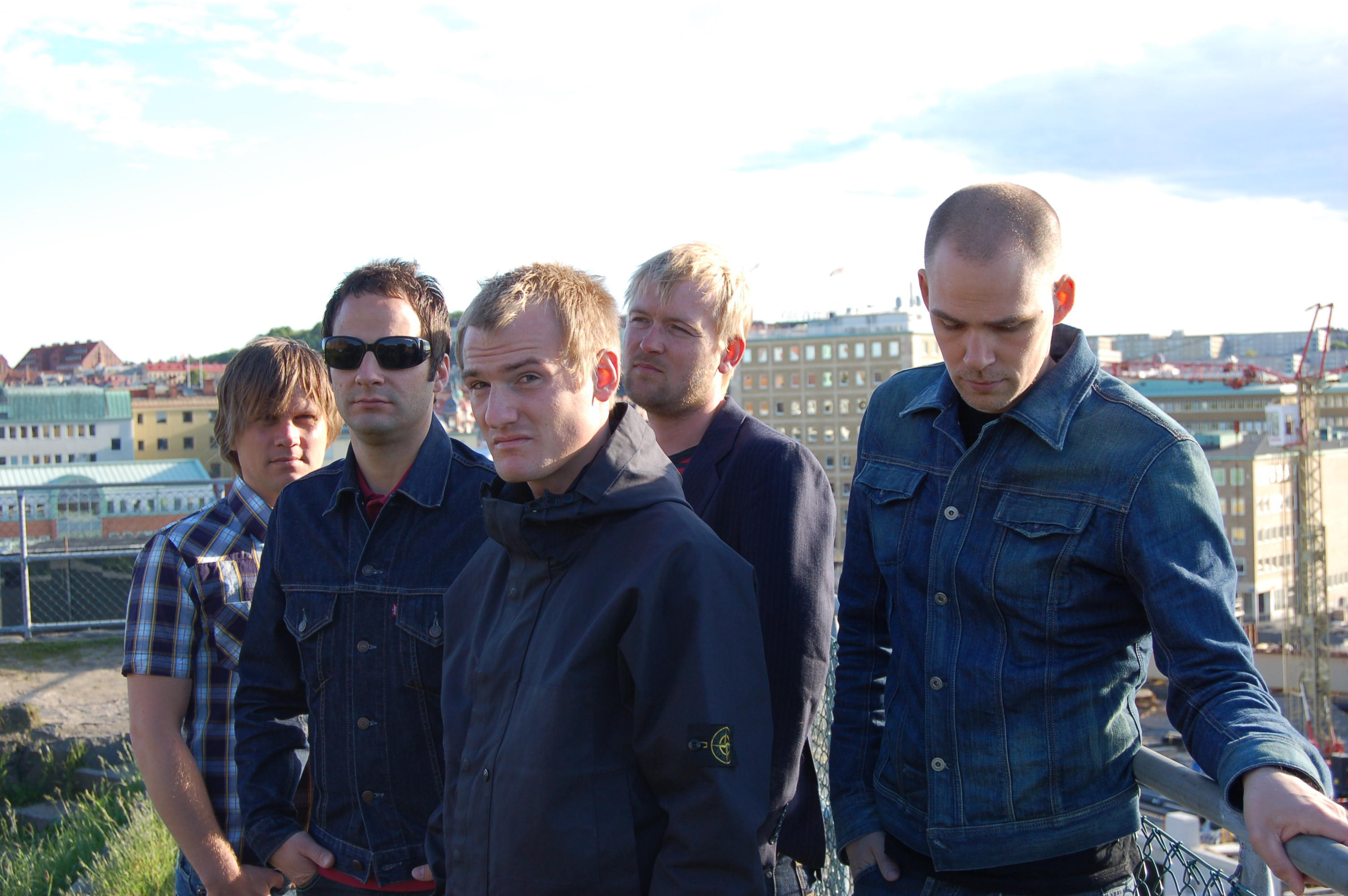
The Carnation 2006

The Carnation var en svensk rockgrupp från Göteborg.

## Historia
The Carnation bildades 1998 som The Anxious av Christian Bergman (gitarr/sång) och Eric Öbo (sång/gitarr). Skrev 2003 kontrakt med det tyska skivbolaget Sounds of Subterrania. Debuterade året efter med Gothenburg Rifle Association och singeln New Sensation. Efter att ha uppnått kultstatus i framförallt Tyskland spelade The Carnation under vintern 2006 in sin andra skiva Human Universals. 
Bandet splittrades 2007. 

## Musik
Från början var The Carnation kraftigt influerade av brittisk indie och band som Ride, Oasis och The Verve samt 1960-talets modsgrupper. Efter att på sin debutskiva ha dragit åt punk och new wave skapade gruppen senare ett sound influerat av såväl Depeche Mode som The Style Council och The Beatles. 

## Diskografi

### Singel/EP
- Take Action! (SoS, 2003)
- New Sensation (SoS, 2004)
- Jesus Saves (SoS, 2006)

### LP
- Gothenburg Rifle Association (SoS, 2004)
- Human Universals (SoS, 2006)